# Герчик, Константин Васильевич
Константи́н Васи́льевич Ге́рчик (бел. Канстанцін Васілевіч Герчык; 27 сентября 1918 — 24 июня 2001) — советский военный деятель, генерал-полковник Советской армии, кандидат военных наук, профессор Академии военных наук России, участник Великой Отечественной войны, второй начальник первого в мире космодрома — «Байконур» (1958—1961).

## Биография
Родился 27 сентября 1918 года в деревне Сороги (ныне Слуцкий район, Минская область).
В РККА с 1938 года. Поступил во 2-е Ленинградское артиллерийское училище, окончил его в 1940 году.
В боях Великой Отечественной войны с первых её дней.
Был командиром взвода, батареи, затем возглавил артиллерийский дивизион. Был начальником штаба 19-го гвардейского артиллерийского полка, затем 135-й пушечной артиллерийской бригады на разных фронтах: на Брянском, Центральном, 1-м и 4-м Украинских фронтах.
После победы Герчик поступил в Военную академию имени Ф. Э. Дзержинского, окончил её, затем преподавал общую тактику и тактику артиллерии в этом учебном заведении.
Был заместителем начальника артиллерийского училища, с 1954 года — командир 80-й бригады особого назначения.
В 1957 году Герчик был назначен начальником штаба космодрома «Байконур».
2 июля 1958 года Герчик стал руководителем космодрома. 8 мая 1960 года ему было присвоено звание генерал-майора.
Герчик руководил развертыванием полигона № 5, вводом в строй пусковых установок, формированием испытательных управлений, опытно-испытательных частей и измерительных пунктов. Также он активно участвовал в организации и проведении летных и летно-конструкторских испытаний первых межконтинентальных и космических ракет. Входил в состав нескольких государственных комиссий.

### Авария на космодроме
24 октября 1960 года в момент аварии на 41-й площадке космодрома, Герчик вместе со своим заместителем А. Г. Мрыкиным находился в непосредственной близости от вспыхнувшей ракеты Р-16.
Во время катастрофы погиб главный маршал артиллерии М. И. Неделин и около 70 человек. От гибели Герчика спас корпус ракеты, который не позволил пламени от работающих двигателей второй ступени выжечь пространство в непосредственной близости от ракеты. Но Константин Васильевич получил тяжёлые ожоги, когда убегал от горящей ракеты.

Незадолго до катастрофы К. В. Герчик попросил маршала отойти в безопасное место. Митрофан Иванович ответил: «Разве я не такой офицер, как все остальные…».
— "Информационный вестник пресс-службы космодрома Байконур" от 24 октября 2005 года
После произошедшего генерал Герчик находился при смерти, но выжил, затем долгое время проходил лечение в госпиталях.

### Дальнейшая биография
После излечения в 1961 году К. В. Герчик стал начальником формируемого Центрального командного пункта РВСН, одновременно он стал заместителем начальника Главного штаба РВСН по боевому управлению. На этих должностях Герчику удалось немало сделать для становления и совершенствования системы боевого дежурства в РВСН, повышения устойчивости боевого управления, снижения сроков запуска межконтинентальных баллистических ракет.
В 1963 году стал начальником штаба ракетной армии. В 1968 году Герчику было присвоено звание генерал-лейтенанта, в этом же году окончил Высшие академические курсы при военной академии Генерального штаба.
С 1972 года — командующий Смоленской ракетной армией. В 1976 году ему было присвоено звание генерал-полковника.
В 1979 году Герчик ушёл в запас. После увольнения в запас работал в НИИ автоматической аппаратуры, Институте физико-технических проблем, Институте проблем управления АН СССР. С 1991 года — председатель Межрегионального совета ветеранов космодрома «Байконур».
В 1996 году за большой личный вклад в развитие отечественной космонавтики К. В. Герчику Президентом РФ объявлена благодарность.
Умер 24 июня 2001 года в Москве. Похоронен на Троекуровском кладбище.

## Сочинения
Герчик стал автором нескольких мемуаров. Некоторые сочинения:
- «Прорыв в космос» — К. В. Герчик, М.: ТОО «Велес», 1994г, — ISBN 5-87955-001-X;
- К. В. Герчик стал автором статьи «Триумф отечественной науки и техники», на которую ссылались и ссылаются до сих пор авторы работ по космонавтике. В этой статье автор описывает появления новой космической эры в истории СССР и мира.

## Награды
- Орден Мужества (1999)
- Два ордена Ленина (29 июня 1960, 21 февраля 1974)
- Орден Октябрьской Революции (21 февраля 1978)
- Два ордена Красного Знамени (21 февраля 1942 — за боевые отличия, 22 февраля 1968)
- Орден Трудового Красного Знамени (17 июня 1961) — за осуществление запуска в космос Юрия Гагарина
- Орден Кутузова III степени (27 мая 1945 — за боевые отличия)
- Три ордена Отечественной войны I степени (14 июля 1943 — за боевые отличия, 30 мая 1945 — за боевые отличия, 6 апреля 1985)[3]
- Три ордена Красной Звезды (9 февраля 1943 — за боевые отличия, 3 ноября 1953, 21 декабря 1957 — за осуществление запуска первого искусственного спутника Земли)[4]
- Медаль Жукова
- Медаль «За боевые заслуги»
- Медаль «В ознаменование 100-летия со дня рождения Владимира Ильича Ленина»
- Медаль «За победу над Германией в Великой Отечественной войне 1941—1945 гг.»
- Медаль «20 лет Победы в Великой Отечественной войне 1941—1945 гг.»
- Медаль «30 лет Победы в Великой Отечественной войне 1941—1945 гг.»
- Медаль «40 лет Победы в Великой Отечественной войне 1941—1945 гг.»
- Медаль «50 лет Победы в Великой Отечественной войне 1941—1945 гг.»
- Медаль «В память 850-летия Москвы»
- Медаль «Ветеран Вооружённых Сил СССР»
- Медаль «За освоение целинных земель»
- Медаль «30 лет Советской Армии и Флота»
- Медаль «40 лет Вооружённых Сил СССР»
- Медаль «50 лет Вооружённых Сил СССР»
- Медаль «60 лет Вооружённых Сил СССР»
- Медаль «70 лет Вооружённых Сил СССР»
- Медаль «За безупречную службу» I степени
- Благодарность Президента Российской Федерации (9 апреля 1996 года) — за большой личный вклад в развитие отечественной космонавтики[5]

Иностранные награды:
- Орден Белого льва II степени (Чехословакия)